# ناتاشا پلی
ناتاشا پلی (روسی: Наталья Серге́евна Полевщикова؛ زادهٔ ۱۲ ژوئیهٔ ۱۹۸۵) یک مانکن (فرد) اهل روسیه است.
Mari joon:
ناتاشا پلی natasha poly یک مانکن اهل روسیه است. قد او ۱۷۸ و رنگ چشمانش سبز است. ناتاشا در ژوئیه ۱۲، ۱۹۸۵ در پرم، اتحاد جماهیر شوروی متولد شد و از سال ۲۰۰۰ شروع به مدلسازی کرد او در Perm از Mauro Palmentieri کشف شد و دعوت به مسکو شد برای شرکت در مسابقه که ناتاشا دوم شد او در سالهای اولیه مدلینگ معروف نشد بعده‌ها با کار کردن برای امانوئل آنگارو در سال ۲۰۰۴ خود را به اثبات رساند او جز ۵۴ مدل انتخابی برای هفته مد میلان برگزیده شد؛ و بعد به نیویورک سفر کرد و وارد ویکتوریا سکرت شد و پیشرفت کرد.